# Oecetis tsudai
Oecetis tsudai là một loài Trichoptera trong họ Leptoceridae. Chúng phân bố ở miền Cổ bắc.